# Венера-14
«Вене́ра-14» (серии 4В1М) — советская автоматическая межпланетная станция (АМС), запущенная по программе исследования планеты Венера.

## Описание станции
Общая масса КА «Венера-14» составила 4394,5 кг. Масса спускаемого аппарата — 1632,71 кг, масса посадочного аппарата на поверхности Венеры — 750 кг.

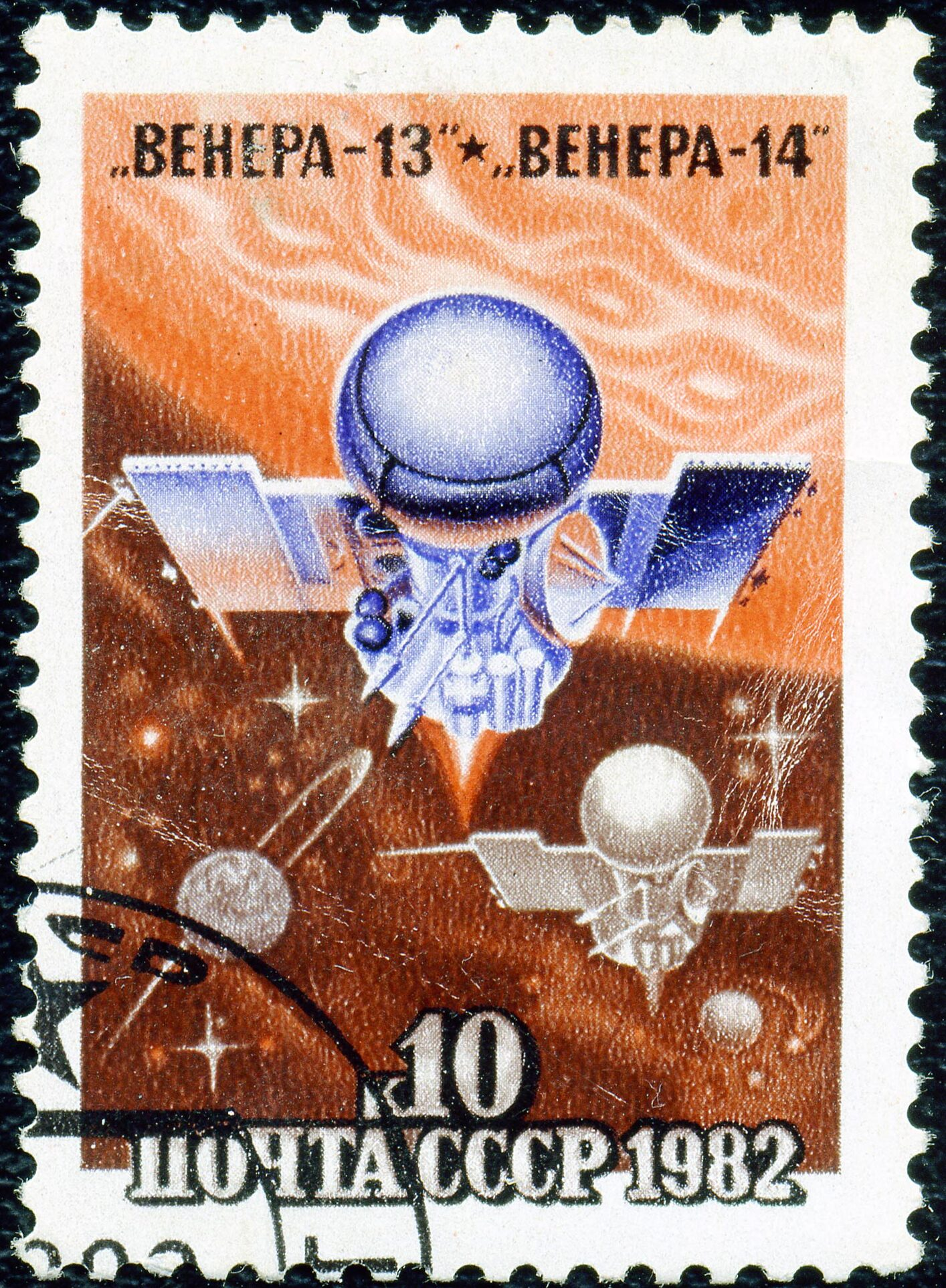
Почтовая марка СССР. 1982. «Венера-13», «Венера-14»

«Венера-14» состояла из орбитального модуля и спускаемого аппарата. Спускаемый аппарат был герметичен, в нём находилось большинство приборов и электронное управление. Всего на станции было установлено 14 научных инструментов, в частности, масс-спектрометр, газовый хроматограф, оптический спектрофотометр, нефелометр, рентгеновский флуоресцентный спектрометр, влагомер, прибор «Гроза», камера, сейсмометр, устройство для забора и анализа грунта. Приборы предназначались для анализа химического состава, измерения параметров атмосферы, изучения спектра рассеянного солнечного света и для записи электрических разрядов в атмосфере во время спуска на поверхность.

## Запуск
Старт АМС «Венера-14» был осуществлен 4 ноября 1981 года в 05:31:00 UTC с космодрома Байконур, с помощью ракеты-носителя «Протон-К» с разгонным блоком ДМ. Вес АМС «Венера-14» при старте составлял 760 кг. «Венера-14» была копией АМС «Венера-13» и стартовала через пять суток после неё.

## Прибытие и исследования Венеры
Через четыре месяца после старта, 5 марта 1982 года, спускаемый аппарат «Венеры-14» отделился от орбитального модуля и вошёл в атмосферу Венеры. После входа в атмосферу спускаемый аппарат, укрытый в прочной шарообразной капсуле диаметром 2,4 метра с абляционным покрытием, тормозился в атмосфере со скорости 11,2 км/с до нескольких сот метров в секунду; ускорения при этом достигали 250 g. От датчиков перегрузок были получены данные, позволившие установить температуру и давление на высотах от 110 до 65 км.
При уменьшении скорости до 250 м/с и перегрузки до 2 g была отстрелена крышка парашютного отсека и выпущен парашют увода, а затем кольцевой пирошнур разрезал капсулу пополам; верхняя её часть отводилась в сторону этим парашютом, а нижняя — сбрасывалась под собственным весом. Затем выпускался тормозной парашют, замедлявший падение станции; заработали основные приборы для исследования атмосферы. На высоте около 40 км тормозной парашют отстреливался, и спускаемый аппарат продолжил спуск, тормозясь при помощи аэродинамического щитка. Было определено количество различных элементов, изотопов, соединений, включая водяной пар, в атмосфере Венеры. Установлено, что 80 % всего солнечного излучения поглощается на высотах 50-60 км, где дуют наиболее сильные ветры. Зафиксировано строение облаков, определена освещённость в нижней их части.
Скорость спускаемого аппарата при приближении к поверхности Венеры составляла 30 километров в час (19 миль/ч). Для предохранения от удара с его нижней стороны был установлен сминающийся кольцевой амортизатор.
Спускаемый аппарат «Венеры-14» совершил посадку на планету в точке с координатами: 13° ю. ш. 310° в. д. / 13° ю. ш. 310° в. д. Район посадки — область Фебы, в 950 километрах к юго-западу от места посадки спускаемого аппарата «Венеры-13».
После посадки спускаемый аппарат «Венеры-14» передал панорамное изображение окружающего венерианского пейзажа. С помощью автоматического бура были взяты образцы грунта, помещённые затем для исследования в специальную камеру. От рентгеновского флуоресцентного спектрометра принято 20 спектров, определено количество основных элементов в пробе и установлено, что порода в месте посадки — аналог земного океанического толеитового базальта.
Спускаемый аппарат «Венеры-14», при расчётном времени функционирования в 32 минуты, продолжал работу в течение 57 минут в условиях экстремальных температуры и давления (около 466,85 °C и 95,6 бар на поверхности планеты).